# 晋鄙
晋 鄙（しん ぴ、? - 紀元前257年）は、中国戦国時代の魏の安釐王に仕えた将軍。

## 経歴

### 窃符救趙
紀元前260年の長平の戦いで趙の兵士数十万を坑殺した秦は紀元前258年に王陵に命じて国力が一気に衰えた趙の首都・邯鄲（現在の河北省邯鄲市）を大軍で包囲した。攻めあぐねた王陵が翌紀元前257年に王齕と交代させられるも、秦軍の包囲は続き邯鄲は風前の灯火であった。趙の宰相平原君は妻の故国である魏や楚に救援を求め、特に義弟信陵君に強く働きかけ、その説得で晋鄙率いる魏軍が邯鄲の援軍として進発した。
しかし、秦の強勢を恐れる安釐王は晋鄙に鄴城（現在の河北省邯鄲市臨漳県）に待機する様に命じ、晋鄙は命令通り軍の動きを止めた。少しして、信陵君が晋鄙の元を訪れ安釐王と晋鄙が持つ割符の片割れを見せ、軍の指揮権を渡す事を要求した。怪しんで指揮権の譲渡を渋った晋鄙は信陵君の傍に居た朱亥に40斤の鉄錘で撲殺され、軍の指揮権を奪った信陵君は魏軍を率いて邯鄲に向かうと楚軍と共同して秦軍を撃退して邯鄲を解放した。

### 後日談
晋鄙は殺されてしまったが、彼が抱えていた食客達は後に晋鄙の復讐のため秦の策に乗って、信陵君が魏王位の簒奪を企んでいると噂を広めてその失脚の一助を担った。